# خلیل‌آباد (فریمان)
خلیل‌آباد (فریمان)، روستایی از توابع بخش قلندرآباد شهرستان فریمان در استان خراسان رضوی ایران است.

## جمعیت
این روستا در دهستان قلندرآباد قرار دارد و براساس سرشماری مرکز آمار ایران در سال ۱۳۸۵، جمعیت آن ۴۷ نفر (۱۱خانوار) بوده‌است.ساکنین از قومیت هزاره یاخاوری می باشند جمعیت غالب روستا به شهرها اطراف مهاجرت کرده اند.